# Муткуров, Сава
Сава Атанасов Муткуров (болг. Сава Атанасов Муткуров; 16 декабря 1852, Тырново, Румелия, Османская империя — 15 марта 1891, Неаполь, Королевство Италия) — болгарский военный деятель. Первый генерал болгарской армии (1891).

## Биография

### Образование
Был сыном Атанаса Муткурова. Окончил училище в родном Тырново, два класса Военно-медицинского училища в Константинополе (1868), Одесское юнкерское пехотное училище (1872).

### Военная служба
С 1872 года служил в русской армии. В 1876 г. участвовал добровольцем в Сербско-турецкой войне в составе Русско-болгарской бригады. Во время Русско-турецкой войны 1877—1878 гг. командовал ротой в 54-м Минском пехотном полку. После победы в войне, с 1878 г. командовал 1-й ротой в 1-й Пловдивской дружине (батальоне) милиции Восточной Румелии.
С 1881 г. был начальником канцелярии, директором администрации милиции и жандармерии в Главном штабе милиции и жандармерии Восточной Румелии. С 1883 года — командир 11-й Айтоской дружины милиции Восточной Румелии, сформированной в районе Рога Старой Планины.
В 1885 году активно участвовал в объединительной акции Болгарии и Восточной Румелии. Вместе с политическим деятелем Димитром Ризовым он встретился с болгарским князем Александром Баттенбергом в Шумене — тогда князь получил информацию о предстоящем военном выступлении в Восточной Румелии и согласился поддержать его. Во главе верных айтосцев Муткуров блокировал резиденцию румелийского губернатора Гавриила Крыстевича. И после его отречения вошёл в состав временного правительства Южной Болгарии (бывшей Восточной Румелии), созданного в Пловдиве.
Во время Сербско-болгарской войны 1885 г. был начальником Тырново-Сейменского отряда. Являлся командующим болгарскими войсками во время боя на Царибродской позиции, одним из руководителей взятия сербского города Пирота: тогда он командовал 2-й дивизией. После окончания войны был командиром 5-й пехотной бригады и начальником Пловдивского гарнизона.
Выступил против пророссийского переворота (свержение князя Александра Баттенберга) в августе 1886 г. В том же месяце вместе с политическим деятелем Стефаном Стамболовым являлся одним из руководителей контрпереворота, после которого был главнокомандующим болгарской армии. Под его руководством войска Пловдивского гарнизона прибыли в Софию, где арестовали часть участников переворота, а других вынудили эмигрировать из страны.

### Регент и министр
В августе 1886 — августе 1887 был одним из трёх регентов Болгарии (наряду со Стамболовым и Петко Каравеловым). После провозглашения князем Болгарии Фердинанда I полковник Муткуров стал военным министром в правительстве Стамболова (с 22 августа 1887 по 4 февраля 1891). Завершил реорганизацию болгарской армии, организовал её перевооружение орудиями «Манлихер» (образца 1885) и внёс в Народное собрание первый проект военного закона.
4 февраля 1891 г. был произведён в генерал-майоры. В тот же день подал в отставку по состоянию здоровья, уехал на лечение в Италию, где и скончался. Похоронен в церкви Святого Спаса в Софии.

## Звания
- С 1872 — подпоручик (русская армия).
- С 1876 — поручик (русская армия).
- С 12 августа 1881 — капитан (милиция Восточной Румелии).
- С 30 октября 1883 — майор (милиция Восточной Румелии).
- С сентября 1886 — подполковник.
- С июня 1887 — полковник.
- С 4 февраля 1891 — генерал-майор.

## Награды
- Орден «За храбрость» 1-й степени и 4-й степени, 2-го класса.
- Орден «Святого Александра» 1-й степени без мечей и 2-й степени с мечами.
- Орден «За заслуги» (серебряный).